# Holovnîțea, Koreț
Holovnîțea (în ucraineană Головниця) este localitatea de reședință a comunei Holovnîțea din raionul Koreț, regiunea Rivne, Ucraina.

## Demografie
Componența lingvistică a localității Holovnîțea
     Ucraineană (99,34%)
     Alte limbi (0,49%)
Conform recensământului din 2001, majoritatea populației localității Holovnîțea era vorbitoare de ucraineană (99,34%), existând în minoritate și vorbitori de alte limbi.